# Abell 2065
Abell 2065 (Скопление Северной Короны) — скопление галактик в созвездии Северной Короны, находится на расстоянии около 1 млрд световых лет от Солнца. Обозначение скопления взято из каталога скоплений галактик Эйбелла, составленного в 1958 году.
Содержит более 400 галактик, наиболее яркие из которых достигают 16-й видимой звёздной величины. Скопление относится к III типу по классификации Баутц — Моргана. Наиболее яркими являются галактики MCG+05-36-020, MCG+05-36-023 и LEDA 54883, последняя является галактикой типа cD. Abell 2065 вместе со скоплениями Abell 2061, Abell 2067, Abell 2079, Abell 2089 и Abell 2092 входит в сверхскопление Северной Короны.